# TAS2R43
TAS2R43 (англ. Taste 2 receptor member 43) – білок, який кодується однойменним геном, розташованим у людей на короткому плечі 12-ї хромосоми. Довжина поліпептидного ланцюга білка становить 309 амінокислот, а молекулярна маса — 35 599.
| 10         |  | 20         |  | 30         |  | 40         |  | 50         |
| ---------- |  | ---------- |  | ---------- |  | ---------- |  | ---------- |
| MITFLPIIFS |  | SLVVVTFVIG |  | NFANGFIALV |  | NSIEWFKRQK |  | ISFADQILTA |
| LAVSRVGLLW |  | VLLLNWYSTV |  | LNPAFNSVEV |  | RTTAYNIWAV |  | INHFSNWLAT |
| TLSIFYLLKI |  | ANFSNFIFLH |  | LKRRVKSVIL |  | VMLLGPLLFL |  | ACHLFVINMN |
| EIVRTKEFEG |  | NMTWKIKLKS |  | AMYFSNMTVT |  | MVANLVPFTL |  | TLLSFMLLIC |
| SLCKHLKKMQ |  | LHGKGSQDPS |  | TKVHIKALQT |  | VISFLLLCAI |  | YFLSIMISVW |
| SFGSLENKPV |  | FMFCKAIRFS |  | YPSIHPFILI |  | WGNKKLKQTF |  | LSVFWQMRYW |
| VKGEKTSSP  |  |            |  |            |  |            |  |            |

A: Аланін

C: Цистеїн

D: Аспарагінова кислота

E: Глутамінова кислота

F: Фенілаланін

G: Гліцин

H: Гістидин

I: Ізолейцин

K: Лізин

L: Лейцин

M: Метіонін

N: Аспарагін

P: Пролін

Q: Глутамін

R: Аргінін

S: Серин

T: Треонін

V: Валін

W: Триптофан

Кодований геном білок за функціями належить до рецепторів, g-білокспряжених рецепторів, білків внутрішньоклітинного сигналінгу. 
Локалізований у клітинній мембрані, мембрані, клітинних відростках, війках.